# Peercoin
Peercoin (известна также как PPCoin и PPC) — пиринговая платёжная система, созданная в августе 2012 года разработчиками Скоттом Нэдалом и Санни Кингом, использующая гибридную систему эмиссии — она возможна через выполнение работы (PoW) или через расчёт доли (PoS). Использует функцию SHA-256 в качестве алгоритма хеширования.
Техническая реализация Peercoin имеет много общего с «Биткойн». Исходный код Peercoin распространяется под лицензией MIT/X11.
Особенностью Peercoin является отсутствие жесткого ограничения на суммарный объём эмиссии, которая рассчитана на то, чтобы в конечном итоге годовой прирост составлял 1 %.

## Транзакции
Структура блокчейна Peercoin аналогична блокчейну Биткойна, используется хеширование SHA-256 и технология PoW — новый блок добавляется, когда найдено достаточно малое значение хеша. Среднее время генерации нового блока около 10 минут.
Транзакции в Peercoin являются необратимыми, то есть нет механизма вернуть peercoin при ошибке, мошенничестве, изменении намерений.
Онлайн-сервисы позволяют обменять Peercoin на фиатные деньги, биткойны и другие криптовалюты.

### Адреса
Платежи в сети Peercoin производятся по адресам, основанным на цифровых подписях. Они представляют собой строки из 34 символов, которые всегда начинаются с латинской буквы «P». Одному пользователю можно создавать и использовать неограниченное количество адресов.

## Эмиссия
Новые peercoin могут быть получены двумя разными способами: через майнинг или форжинг. Новые блоки формируются в среднем каждые 10 минут.
Майнинг аналогичен Биткойну.
Форжинг вознаграждает пользователей пропорционально монетам, которые они удерживают (из расчёта 1 % годовых). В долгосрочных планах постепенное сокращение объёма майнинга и акцент на форжинг, как на более справедливое распределение. Отказ от майнинга может привести к увеличению вознаграждения от форжинга.
Суммарное количество peercoin изменяется нелинейно. При увеличении общего количества в 16 раз вознаграждение за новые блоки сокращается вдвое. Обязательная комиссия в пользу системы за каждую транзакцию приводит к некоторому уменьшению скорости увеличения количества peercoin и может привести к его стабилизации.

## Отличительные особенности

### Два типа эмиссии
Главной отличительной особенностью Peercoin является то, что она использует гибридную систему эмиссии — доказательство доли и доказательство работы. Биткойн использует только доказательство работы, что делает потенциально возможным двойное расходование («атака 51 %»). Доказательство доли предусматривает, что эмиссия основывается на доле владения участников сети. Например, кто-то, владеющий 1 % от суммарного количества peercoin, будет генерировать 1 % всех блоков. Это приводит к тому, что для двойного расходования надо сконцентрировать в своих руках более 50 % всех выпущенных peercoin. Кроме того, генерация блоков через доказательство доли не создаёт дополнительную нагрузку на процессор, что не приводит к значительным затратам на электроэнергию. К примеру, по данным на Апрель 2013 года генерация блоков для Биткойна в среднем стоила 150 тыс. долларов каждый день по тарифам энергокомпаний.

### Комиссия за транзакцию
Peercoin спроектирован таким образом, что транзакционные сборы снимаются в пользу протокола (в настоящее время 0,01 PPC / килобайт). Плата за транзакцию фиксированна на уровне протокола и не переходит к майнерам, а «уничтожается». Это снижает итоговую эмиссию, служит для саморегулирования объема транзакций и прекращения сетевого спама.

### Контрольные точки
Согласно документу о Peercoin, используется централизованное распространение информации о контрольных точках цепи блоков.